# Gibil Patera
La Gibil Patera è una struttura geologica della superficie di Io.